# Grängen, Värmland
Grängen är en insjö i Ekshärads socken i Hagfors kommun i Värmland. Den är 13 meter djup, har en yta på 2,56 kvadratkilometer och är belägen 140 meter över havet. 

## Delavrinningsområde
Grängen ingår i det delavrinningsområdetUtloppet av Grängen. Medelhöjden är 221 meter över havet och ytan är 29,34 kvadratkilometer. Räknas de 2 avrinningsområdena uppströms in blir den ackumulerade arean 65,75 kvadratkilometer. Noret (Föskeforsälven) avvattnar avrinningsområdet, som består mestadels av skog (69 %).

## Fisk
Vid provfiske har följande fisk fångats i sjön:

- Abborre
- Braxen
- Gärs
- Gädda
- Löja
- Mört
- Sarv